# Петровский мост (Москва)
Петровский мост — деревянный мост в Москве через реку Неглинную в районе Большого театра. Был снесён.

## История
Упоминается в летописи 1488 года.
Петровский мост был частью дороги от Кремля в сторону села Высокого и расположенного возле него Высоко-Петровского монастыря (переправа через реку Неглинную).
Своё название он получил от улицы Петровка, а та в свою очередь, от Высоко-Петровского монастыря.
После войны 1812 года в ходе глобальной реконструкции этого района Москвы Петровский мост был снесен, а река Неглинная забрана в трубы.
Остатки моста были найдены археологами при реконструкции фундаментов Малого театра.